# NBA All-Star Game 1968
L'NBA All-Star Game 1968, svoltosi a New York City, vide la vittoria finale della Eastern Division sulla Western Division per 144 a 124.
Hal Greer, dei Philadelphia 76ers, fu nominato MVP della partita.

## Squadre

### Western Division
| Western Division  |                        |             |             |             |             |             |             |             |             |
| Giocatore         | Squadra                | MIN         | FGM         | FGA         | FTM         | FTA         | RIM         | AST         | PT          |
| Bob Boozer        | Chicago Bulls          | 19          | 2           | 5           | 0           | 0           | 5           | 0           | 4           |
| Elgin Baylor      | Los Angeles Lakers     | 27          | 8           | 13          | 6           | 7           | 6           | 1           | 22          |
| Zelmo Beaty       | St. Louis Hawks        | 30          | 2           | 11          | 2           | 2           | 10          | 1           | 6           |
| Lenny Wilkens     | St. Louis Hawks        | 22          | 4           | 10          | 6           | 8           | 3           | 3           | 14          |
| Jerry West        | Los Angeles Lakers     | 32          | 7           | 17          | 3           | 4           | 6           | 6           | 17          |
| Bill Bridges      | St. Louis Hawks        | 21          | 7           | 9           | 1           | 4           | 7           | 1           | 15          |
| Rudy LaRusso      | San Francisco Warriors | 19          | 3           | 8           | 0           | 2           | 7           | 0           | 6           |
| Don Kojis         | San Diego Rockets      | 10          | 2           | 5           | 0           | 0           | 2           | 1           | 4           |
| Archie Clark      | Los Angeles Lakers     | 15          | 5           | 8           | 7           | 7           | 0           | 3           | 17          |
| Clyde Lee         | San Francisco Warriors | 18          | 2           | 8           | 2           | 4           | 11          | 2           | 6           |
| Walt Hazzard      | Seattle SuperSonics    | 20          | 4           | 12          | 1           | 1           | 3           | 3           | 9           |
| Jim King          | San Francisco Warriors | 7           | 1           | 4           | 2           | 3           | 1           | 2           | 4           |
| Nate Thurmond     | San Francisco Warriors | infortunato | infortunato | infortunato | infortunato | infortunato | infortunato | infortunato | infortunato |
| Totale            |                        | 240         | 47          | 110         | 30          | 42          | 61          | 23          | 124         |
| All. Bill Sharman | San Francisco Warriors |             |             |             |             |             |             |             |             |

MIN: minuti. FGM: tiri dal campo riusciti. FGA: tiri dal campo tentati. FTM: tiri liberi riusciti. FTA: tiri liberi tentati. RIM: rimbalzi. AST: assist. PT: punti

### Eastern Division
| Eastern Division |                    |     |     |     |     |     |     |     |     |
| Giocatore        | Squadra            | MIN | FGM | FGA | FTM | FTA | RIM | AST | PT  |
| Jerry Lucas      | Cincinnati Royals  | 21  | 6   | 9   | 4   | 4   | 5   | 4   | 16  |
| Willis Reed      | New York Knicks    | 25  | 7   | 14  | 2   | 3   | 8   | 1   | 16  |
| Wilt Chamberlain | Philadelphia 76ers | 25  | 3   | 4   | 1   | 4   | 7   | 6   | 7   |
| Dave Bing        | Detroit Pistons    | 20  | 4   | 7   | 1   | 1   | 2   | 4   | 9   |
| Oscar Robertson  | Cincinnati Royals  | 22  | 7   | 9   | 4   | 7   | 1   | 5   | 18  |
| Dick Barnett     | New York Knicks    | 22  | 7   | 12  | 1   | 2   | 1   | 0   | 15  |
| Dave DeBusschere | Detroit Pistons    | 12  | 0   | 3   | 0   | 0   | 4   | 0   | 0   |
| John Havlicek    | Boston Celtics     | 22  | 9   | 15  | 8   | 11  | 5   | 4   | 26  |
| Bill Russell     | Boston Celtics     | 23  | 2   | 4   | 0   | 0   | 9   | 8   | 4   |
| Gus Johnson      | Baltimore Bullets  | 16  | 3   | 9   | 1   | 2   | 6   | 1   | 7   |
| Sam Jones        | Boston Celtics     | 15  | 2   | 5   | 1   | 1   | 2   | 4   | 5   |
| Hal Greer        | Philadelphia 76ers | 17  | 8   | 8   | 5   | 7   | 3   | 3   | 21  |
| Totale           |                    | 240 | 58  | 99  | 28  | 42  | 53  | 40  | 144 |
| All. Alex Hannum | Philadelphia 76ers |     |     |     |     |     |     |     |     |

MIN: minuti. FGM: tiri dal campo riusciti. FGA: tiri dal campo tentati. FTM: tiri liberi riusciti. FTA: tiri liberi tentati. RIM: rimbalzi. AST: assist. PT: punti